# 阿爾恩湖
50°46′45″N 7°17′30″E / 50.77917°N 7.29167°E

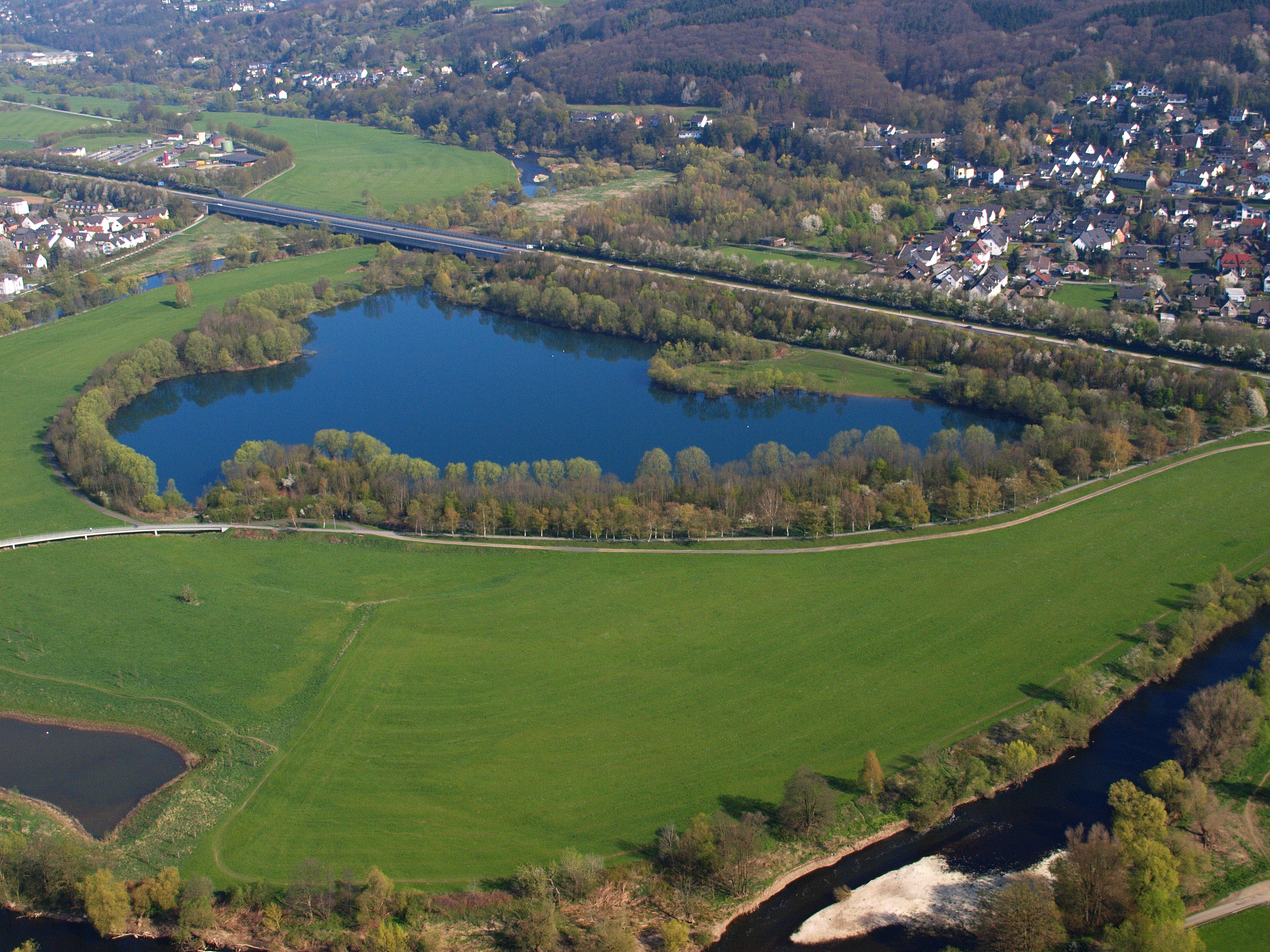

阿爾恩湖（德語：Allner See），是德國的湖泊，位於該國西部，由北萊茵-威斯特法倫州負責管轄，處於萊茵-錫格縣，面積0.1平方公里，海拔高度63.5米，最大水深7米。